# The Demigod Files
Os Arquivos do Semideus é um livro de Rick Riordan associado à saga Percy Jackson & os Olimpianos com histórias que complementam a série "Percy Jackson e os Olimpianos", são elas: "Percy Jackson e a Quadriga Roubada", "Percy Jackson e o Dragão de Bronze" e "Percy Jackson e a Espada de Hades". Foi lançado em agosto de 2010 no Brasil. 
Ele mostra algumas pequenas histórias a mais, que são vividas por Annabeth Chase, Percy Jackson, Grover Underwood e Thalia Grace, e outros, que são três semideuses e um sátiro. Eles tem como missão deter Cronos, o Rei dos Titãs que quer destruir o Olimpo, lar dos deuses.
As histórias se passam entre os acontecimentos de A Batalha do Labirinto e o O Último Olimpiano, e são mencionados no livro O Herói Perdido.

## Conteúdo

### A Quadriga Roubada
Percy Jackson ajuda Clarisse La Rue a resgatar a quadriga de Ares, que foi roubada pelos seus meio-irmãos imortais Deimos, deus do pânico e Phobos, deus do medo, ambos filhos de Ares e Afrodite. Durante o confronto, Percy e Clarisse enxergam seus maiores medos, graças ao poder de Phobos e Deimos, e têm que lidar com eles.

### O Dragão de Bronze
Durante um jogo de captura à bandeira, Charles Beckendorf é capturado pelas Myrmekos, então, Percy Jackson, Annabeth Chase e Silena Beauregard usam um dragão de bronze feito por Hefesto a fim de salvá-lo. O dragão é depois controlado por Leo Valdez no livro The Lost Hero, e é chamado de Festus. No final do conto, Percy e Beckendorf descofiam que tudo foi um plano de Annabeth e Silena para distraí-los do jogo de captura à bandeira.

### A Espada de Hades
Percy Jackson, Thalia Grace e Nico di Angelo são levados ao mundo inferior por Perséfone para resgatar a espada de Hades, que foi capturada por Ethan Nakamura e pelo titã Jápeto. Para recuperar a espada, Percy luta com Jápeto dentro do rio Lete e faz Jápeto perder a memória e diz,mentindo, que ele na verdade é o seu amigo Bob. Percy, apesar de mergulhar no Lete, não teve as memórias apagadas, pois pode manter-se seco. Percy, Thalia e Nico recuperam a espada de Hades e a entregam a ele, descobrindo que Hades não sabia que ela existia e não a queria, e que Perséfone era a responsável pela espada. Percy e Annabeth reencontram Bob no quarto livro da série "Os Heróis do Olimpo", A Casa de Hades.

### Extras
O livro ainda contém entrevistas com alguns dos personagens centrais da série: Connor Stoll e Travis Stoll, Clarisse La Rue, Annabeth Chase, Grover Underwood e Percy Jackson. 
Além disso, contém imagens de Zeus, Percy Jackson, Annabeth Chase, Grover Underwood, Quíron, Atena, Ares e Poseidon ; palavras-cruzadas e caça-palavras a respeito dos personagens e acontecimentos da série; um "Mapa do Acampamento Meio-Sangue"; a "Mala de Annabeth Chase para o acampamento" e um guia sobre os deuses olimpianos para mostrar seus poderes e suas formas